# Torre de Can Mario
Can Mario es una fábrica dedicada a la industria del corcho de Palafrugell (Bajo Ampurdán). Destaca el depósito de agua en una torre de hierro que está declarada como Bien Cultural de Interés Nacional. El complejo industrial está protegido como Bien Cultural de Interés Local.
Ha sido llamada Fábrica Armstrong Cork España, Manufacturas del Corcho o Miquel, Vincke y Meyer, pero predomina el nombre popular referido a su fundador Juan Miguel y Avellí, alias "Juanito Màrius" (Palafrugell, 1875-1934).
Actualmente es la sede del Museo del Corcho de Palafrugell y del Museo Can Mario.

## Descripción
Es un gran complejo industrial que ocupa una extensión considerable dentro del núcleo urbano de Palafrugell. El espacio de la fábrica lo conforman numerosas edificaciones de naves industriales, de dos plantas, que se estructuran formando una red de patios y viales. Es una interesante distribución que se ha conservado inalterada. En el centro se yergue una torre-depósito y de vigilancia metálica, fechada en 1904, que ha sido la seña de identidad de la fábrica y, en parte, de la villa. Las naves están cubiertas a doble vertiente, sobre grandes vigas de enrejado metálico; sus fachadas tienen frontones idénticos con cornisa y remate prominentes. Destacan los edificios puente sobre la vía de entrada. Es notable la fachada principal de la calle Pi y Margall, de tres crujías con torreta central, simulando obra de sillería y de ladrillo, elementos de hierro forjado: rejas de los ventanales, farolas adosadas y, muy notable, los batientes de la portada. Figuran, como en otros puntos del conjunto fabril, anagramas del nombre inicial de la industria: las letras M y V dentro de un círculo. Han sufrido modificaciones algunos sectores, en especial los edificios de oficinas. En el año 1984 ha sido derruida una alta chimenea de ladrillos, en el sector septentrional de la fábrica.
La torre fue proyectada por el arquitecto General Guitart i Lostaló, está formada por una estructura metálica helicoidal colocada sobre una base cilíndrica de obra de piedra, donde está la puerta de acceso a la escalera que hay en el interior del entramado de hierro y da acceso a la parte superior donde hay un depósito de agua también cilíndrico, con barandilla de forja en la parte superior. La torre continúa elevándose hasta un segundo nivel que constituye un lugar de vigía de dimensiones menores y con una barandilla similar a la anterior. Hay que destacar los elementos decorativos, tanto del enrejado de la barandilla como en el remate superior, elementos nada comunes en este tipo de construcciones tan funcionales.
En el extremo superior hay un gorro de forma cónica con una veleta adornado con el emblema comercial de la antigua empresa.
Se trata de una obra llena de singularidad técnica, espacial, volumétrica y estilística. Es una excelente muestra de la arquitectura de hierro, y un hito urbano dentro de la población de Palafrugell.

## Historia
La historia de esta fábrica tiene un papel fundamental en la industria del corcho de la que fue líder de la mecanización. Joan Miquel y Avellí "Màrius", experto corchero formado técnicamente en Alemania, fue el creador en 1900, con socios alemanes. La razón social se llamó "Miguel y Vincke" y desde 1901 "Miquel, Vincke y Meyer". En 1916, al retirarse los alemanes, se llamó "Manufacturas de Corcho S.A.". Recogió el proceso de industrialización del sector artesanal, iniciado antes del fin del siglo. Se dedicó a todo tipo de especialidades aprovechando todos los recursos de la materia prima: aglomerados aislantes, lana de corcho, parqués, papel de corcho, tapones y discos de embotellado, salacot, flotadores etc.; Corcho de composición a partir de 1922-23, que exportó partes. En 1910 ya era la industria del corcho más grande y moderna de la península con más de un millar de trabajadores; en 1916 amplió el complejo con la dependencia de fabricación de aglomerado negro. En 1920 adquirió la gran factoría de Palamós. Por los años 1920 a 30 trabajaban más de 1200 personas en Palafrugell, más de 800 en Palamós, unas 100 en Bagur y otros 100 en los depósitos de Cáceres. Fundó filiales comerciales en Nueva York y Londres.
En 1930, después de unos años de dura competencia, fue adquirida por la casa norteamericana Armstrong Cork Co., La más importante del ramo, y el fundador se retiró. Ha seguido el proceso posterior de esta industria (hoy se llama Armstrong World Industries), en las últimas décadas en decadencia. Actualmente en la factoría de Palafrugell trabajan unas 200 personas (en ella es importante la elaboración de papel y artículos de decoración) y otros 200 en la filial Trefinos S.A. dedicada a los tapones de champán.
En Palafrugell la fábrica es conocida popularmente, todavía hoy, como "Can Màrius", del apodo familiar de Joan Miquel a quien Josep Pla dedicó uno de sus Homenots.